# NGC 4463
NGC 4463 је расејано звездано јато у сазвежђу Мува које се налази на NGC листи објеката дубоког неба.
Деклинација објекта је - 64° 47' 22" а ректасцензија 12h 29m 55,2s. Привидна величина (магнитуда) објекта NGC 4463 износи 7,2. NGC 4463 је још познат и под ознакама OCL 885, ESO 95-SC10.